# Abelardo Badaró
Abelardo Badaró Baylacq fue un militar argentino. Tras el golpe de Estado de 1930 que derrocó al presidente Hipólito Yrigoyen, al gobernador de Córdoba José A. Ceballos y al intendente de la capital provincial Américo Aguilera, Badaró se hizo cargo del gobierno de la municipalidad de la ciudad de Córdoba al día siguiente de producida la revolución, es decir, el domingo 7 de septiembre. 
Casi dos semanas después, el día 19, asumió Héctor C. Quesada, comisionado municipal designado por el interventor federal Carlos Ibarguren.